# Kup LEN 2011./12.
Euro Cup u vaterpolu u sezoni 2011/12., dvadeseto izdanje ovog natjecanja.

## Završnica
- Savona -  Sabadell 14:9, 6:8 (ukupno 20:17)

- sastav Savone (treći naslov): Goran Volarević, Jacopo Alesiani, Luca Damonte, Antonio Petrović, Lorenzo Bianco, Valerio Rizzo, Mlađan Janović, Alberto Angelini, Giovanni Bianco, Federico Mistrangelo, Matteo Aicardi, Goran Fiorentini, Nicolò Zerilli; trener Andrea Pisano